# Monosemantik
Monosemantik (von altgriechisch μόνος monos, deutsch ‚allein, einzig‘ und σημαίνειν sēmaínein ‚bezeichnen‘, ‚zum Zeichen gehörig‘) ist ein theoretischer Einteilungsbegriff für Sprachen und bedeutet, dass jedes Wort oder jeder Begriff genau eine Bedeutung hat. Natürliche Sprachen sind im Unterschied dazu immer polysemantisch, d. h. ein Wort kann mehrere Bedeutungen bzw. Konnotationen haben. Bei Fachsprachen wird Monosemantik in einem höheren Grad erreicht, indem umgangssprachliche Begriffe klar definiert und so von Konnotationen befreit bzw. neue Begriffe zur Beschreibung eingeführt werden. Durch logische Formalisierung und Kategorisierung versuchte man vor allem in den 1950 bis 1970er Jahren, natürliche Sprachen zu analysieren und die einzelnen Bestandteile monosemantisch darzustellen.
Wirkliche Monosemantik findet man als Resultat dieser Bemühungen bei formalen Sprachen wie den heute verwendeten Programmiersprachen, bei denen ein zu Grunde liegendes mathematisches Modell die Bedeutung von Ausdrücken vollständig und eindeutig beschreibt. Allerdings entspricht Monosemantik nicht dem assoziativen und  metaphorischem Sprachgebrauch von Menschen, was sich z. B. auch in der Schwierigkeit der maschinellen Übersetzung von Sprachen zeigt.